# Parson Russell terrier
Parson Russell terrier – rasa psa, zaklasyfikowana do sekcji terierów dużych i średnich. Podlega próbom pracy.

## Rys historyczny
Parson Russell terrier został wyhodowany przez angielskiego pastora Johna "Jacka" Russella. Człowiek ten słynął z zamiłowania do polowań i psów, a w szczególności terrierów. Rasa ta została wyhodowana przede wszystkim do polowań na lisy. Nazwa "Parson Russell" została ustalona przez American Kennel Club.

## Wygląd
Wygląd oraz użytkowość parson Russell terriera są określone wzorcem, który przedstawia go jako 
wytrwałego i mało wymagającego teriera pracującego, szczególnie przydatnego w polowaniu w funkcji norowca.
Ogon zwykle jest kopiowany. Ogon kopiowany: pozostaje w odpowiedniej proporcji do całości ciała. Powinien być takiej długości, by móc pewnie chwycić go w dłoń. Mocny, prosty, osadzony średnio wysoko. Unosi się wyraźnie, gdy pies jest w ruchu. Ogon niekopiowany: średniej długości i tak prosty, jak to jest tylko możliwe. Gruby u nasady, cieńszy u końca. Osadzony średnio wysoko. Unosi się wyraźnie, gdy pies jest w ruchu.

### Szata i umaszczenie
Sierść twarda z natury, jest ścisła i gęsta tak jak u odmiany krótko i szorstkowłosej. Brzuch i spód tułowia są owłosione. Umaszczenie jest całkowicie białe lub dominująco białe z łatami barwy podpalanej (płoworudej), cytrynowej lub czarnej. Mogą występować wszelkie kombinacje tych 
trzech barw. Preferowane są kolorowe znaczenia nie wychodzące poza głowę i nasadę ogona.

## Zachowanie i charakter
Parson Russell terrier to pies myśliwski, aktywny, czujny, wytrzymały, odważny, łatwy w szkoleniu i inteligentny. 
Uczy się chętnie i szybko, od szczenięcia wymagana jest konsekwencja w wychowaniu. 

## Użytkowość
Pierwotnie używane były do polowań  na lisy w norach. Współcześnie są hodowane również jako psy towarzyszące, sprawdzają się w psich sportach agility oraz flyballu.

## Zdrowie i pielęgnacja
Odmiana gładkowłosa gubi włos przez cały rok w znacznej ilości, natomiast szorstkowłosa wymaga trymowania. Odmiana krótkowłosa ma włos przylegający i gęsty. U szorstkich psów jest on odstający przed trymowaniem, a potem przylegający po nim.